# نيشان الصداقة (روسيا البيضاء)
نيشان الصداقة بين الشعوب (بالبيلاروسية: Ордэн Дружбы народаў) هو أرفع الأوسمة التي تمنحها جمهورية بيلاروسيا للمواطنين الأجانب.
يُمنح وسام الصداقة بين الشعوب للمواطنين لأحد الأسباب التالية:
- للمساهمات البارزة والاستثنائية في تعزيز السلام والعلاقات الودية والتعاون بين الدول وتوطيد العلاقات في المجتمع ووحدة الشعوب.
- للأنشطة المثمرة بشكل خاص في التقارب والإثراء المتبادل للثقافات الوطنية.
- للإنجازات البارزة في الأنشطة الدولية العامة والخيرية والإنسانية.
- للمساهمات الشخصية الكبيرة في تطوير ومضاعفة الإمكانات الروحية والفكرية لجمهورية بيلاروسيا، والعمل النشط لحماية حقوق الإنسان ومصالحه الاجتماعية.
- للخدمات الخاصة في تطوير النشاط الاقتصادي الأجنبي والديمقراطية والتقدم الاجتماعي.

## أبرز الحاصلون على الوسام

### من المواطنين البيلاروسيين
- بيوتر كليموك

### من الدول المنفصلة عن الاتحاد السوفيتي السابق
| الحاصل على الوسام      | الدولة     | ملاحظات                                             |
| ---------------------- | ---------- | --------------------------------------------------- |
| فلاديمير بوتين         | روسيا      | رئيس روسيا                                          |
| بوريس جروموف           | روسيا      | جنرال سوفيتي روسي                                   |
| يوري لوجكوف            | روسيا      | عمدة موسكو                                          |
| البطريرك أليكسي الثاني | روسيا      | بطريرك موسكو                                        |
| فالنتينا ماتفينكو      | روسيا      | سياسية روسية                                        |
| جينادي زيوغانوف        | روسيا      | الأمين العام للحزب الشيوعي الروسي                   |
| رمضان قديروف           | الشيشان    | رئيس جمهورية الشيشان                                |
| بوريس باتون            | أوكرانيا   | الرئيس السابق للأكاديمية الوطنية للعلوم في أوكرانيا |
| إليجا ويلجانوف         | تركمانستان | دبلوماسي تركماني وجنرال سوفيتي سابق                 |
| إلهام علييف            | أذربيجان   | رئيس أذربيجان                                       |
| كرمانبيك باكييف        | قرغيزستان  | رئيس قرغيزستان                                      |
| نور سلطان نزارباييف    | كازاخستان  | رئيس كازاخستان                                      |
| كريم ماسيموف           | كازاخستان  | رئيس وزراء كازاخستان                                |

### من خارج بيلاروسيا
| الحاصل على الوسام | الدولة  | ملاحظات                                                                          |
| ----------------- | ------- | -------------------------------------------------------------------------------- |
| تساو قانغ تشيوان  | الصين   | رئيس اللجنة العسكرية المركزية ووزير الدفاع الوطني السابق بجمهورية الصين الشعبية. |
| هوغو شافيز        | فنزويلا | رئيس فنزويلا                                                                     |
| رينيه فاسيل       | سويسرا  | رئيس الاتحاد الدولي لهوكي الجليد                                                 |
| عبد الفتاح السيسي | مصر     | رئيس مصر                                                                         |
| توميسلاف نيكوليتش | صربيا   | رئيس صربيا                                                                       |